# Straßenbahn Beaucourt

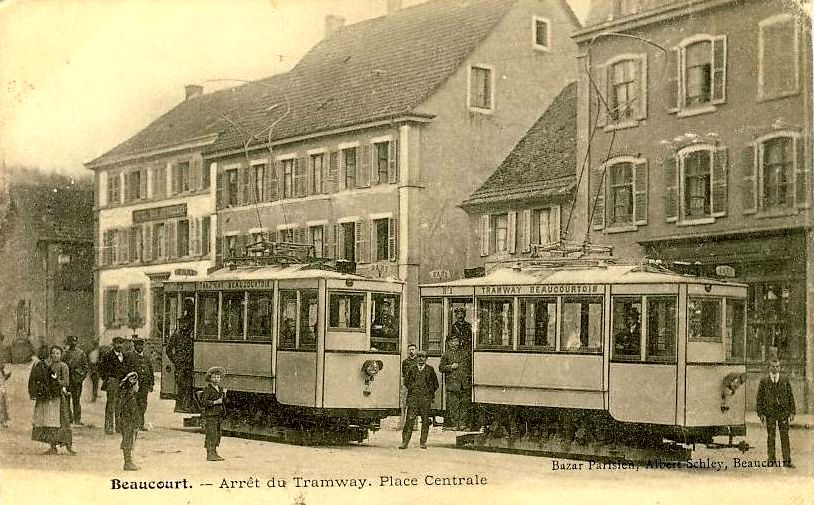
Zwei Straßenbahn-Triebwagen auf der Place Centrale (um 1910)

Die Straßenbahn Beaucourt war eine schmalspurige elektrische Straßenbahn, die die französische Stadt Beaucourt im Département Territoire de Belfort mit dem Bahnhof Beaucourt-Dasle verband.

## Vorgeschichte

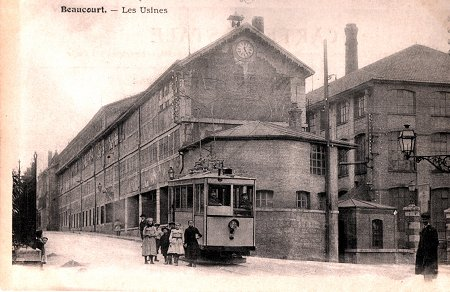
Die Fabrik Japy Frères in Beaucourt

Beaucourt liegt in einer Talniederung der nördlichen Ausläufer des Juras, einem Gebirgszug, der sich nordwestlich der Alpen entlang der Grenze zwischen Frankreich und der Schweiz erstreckt. Bereits 1777 siedelte sich dort ein Betrieb an, der Rohwerke für Uhren herstellte. Nächstgelegene größere Stadt ist Montbéliard, das nahe Sochaux ist Standort der größten Automobil-Fabrik der Marke Peugeot.
Am 29. Juni 1868 wurde durch die Compagnie des chemins de fer de Paris à Lyon et à la Méditerranée (P.L.M.) die regelspurige Eisenbahnstrecke Montbéliard–Morvillars eröffnet. Beaucourt erhielt mit dem Nachbarort Dasle eine gemeinsame Bahnstation. Der Bahnhof Beaucourt-Dasle lag jedoch mehr als zwei Kilometer außerhalb der Stadt, die damals bereits knapp 5000 Einwohner zählte und mit der Firma Japy Frères einen bedeutenden Industriebetrieb aufwies.
Um die Verbindung der Stadt mit dem Bahnhof zu verbessern, beschlossen die Industriellen von Beaucourt, den Bau einer Straßenbahnstrecke voranzutreiben, die sowohl dem Güter- als auch dem Personenverkehr dienen sollte. Die erforderliche Déclaration d’utilité publique erfolgte am 26. Juni 1903, die Konzession für den Bau und Betrieb wurde der Société du tramway beaucourtois für die Dauer von 67 Jahren erteilt. Diese am 15. September jenes Jahres gegründete Aktiengesellschaft verfügte über ein Kapital von 230.000 Francs.

## Geschichte und Beschreibung
Die Straßenbahnstrecke wurde 1904 gebaut und noch im selben Jahr in Betrieb genommen. Sie wurde meterspurig ausgeführt und von Anfang an über eine einpolige Oberleitung mit einer Gleichspannung von 550 Volt elektrifiziert. Den Strom bezog die Bahn als Dreiphasenwechselstrom von der Société des Forces motrices du Refrain und transformierte ihn in einem eigenen Unterwerk.
Die Trasse war hügelig und kurvenreich. Die Strecke begann am Bahnhof Beaucourt-Dasle, der im benachbarten Département Doubs lag, und verlief zunächst im Bankett der Straße von Dasle nach Dampierre-les-Bois. Beaucourt erreichte sie über den abzweigenden Chemin de la Gare und folgte dann der Rue de Dampierre bis zur Place Centrale. Über die Rue de Saint-Dizier, die Rue Courbot und die Rue Frédéric Japy wurde die städtische Endstelle an der Rue de Vandoncourt nahe dem Japy-Werk erreicht. Zwischen den beiden Endpunkten mit Personen- und Güterabfertigung existierten sechs Zwischenhaltestellen, von denen zwei (Place Neuve und Place Centrale) auch dem Güterverkehr dienten. An der Place Centrale (heute: Place de la République) und der Place Neuve (heute: Place Salengro) befanden sich Ausweichen, am Bahnhof ein kleiner Betriebshof mit einer dreigleisigen Wagenhalle.

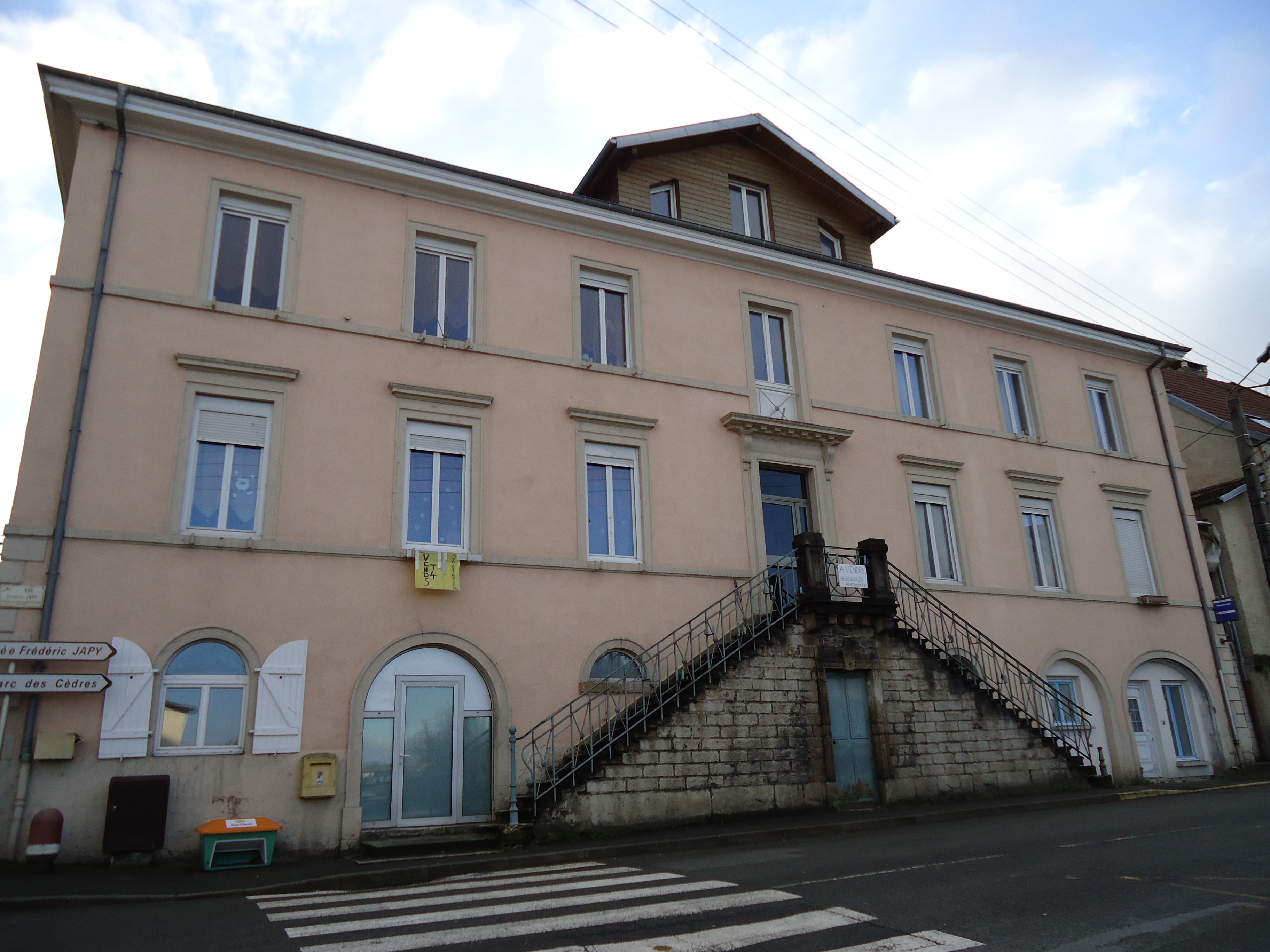
Altes Rathaus mit Freitreppe

Die Streckenlänge betrug 3,9 km; der tiefste Punkt lag bei 399 m, der höchste bei 492 m. Zwischen dem Bahnhof und der Place Centrale wurde auf einer Länge von 2842 m ein Höhenunterschied von 80 m überwunden, von dort bis zum Japy-Werk auf 731 m Länge weitere 28 m. Die maximale Steigung war 95 ‰, die Radien der 37 Kurven (Länge insgesamt 1440 m) lagen zwischen 340 m und 25 m. 1928 waren Vignolschienen und innerorts Rillenschienen verlegt. 
Jährlich stiegen am Bahnhof Beaucourt-Dasle 100.000 Fahrgäste ein oder aus. Die Straßenbahn verkehrte mit zehn werktäglichen Zugpaaren und elf Zugpaaren sonntags abgestimmt auf die Eisenbahnzüge der P.L.M., dazu kamen pro Tag vier Güterzüge je Richtung.
1905 betrug der Fahrpreis für eine einfache Fahrt 0,25 Francs, ebenso für ein Gepäckstück von weniger als 10 kg. Für Schüler der École pratique in Montbéliard wurden später verbilligte Zeitkarten eingeführt.
Auf der Steilstrecke zwischen dem Rathaus und der Rue Courbot kam es wiederholt zu Unfällen. 1912 entgleiste ein Triebwagen und fuhr gegen die Freitreppe des Rathauses; daraufhin wurde der Personenverkehr auf den Abschnitt Bahnhof–Rue de Saint-Dizier reduziert.

## Fahrzeuge und Personal

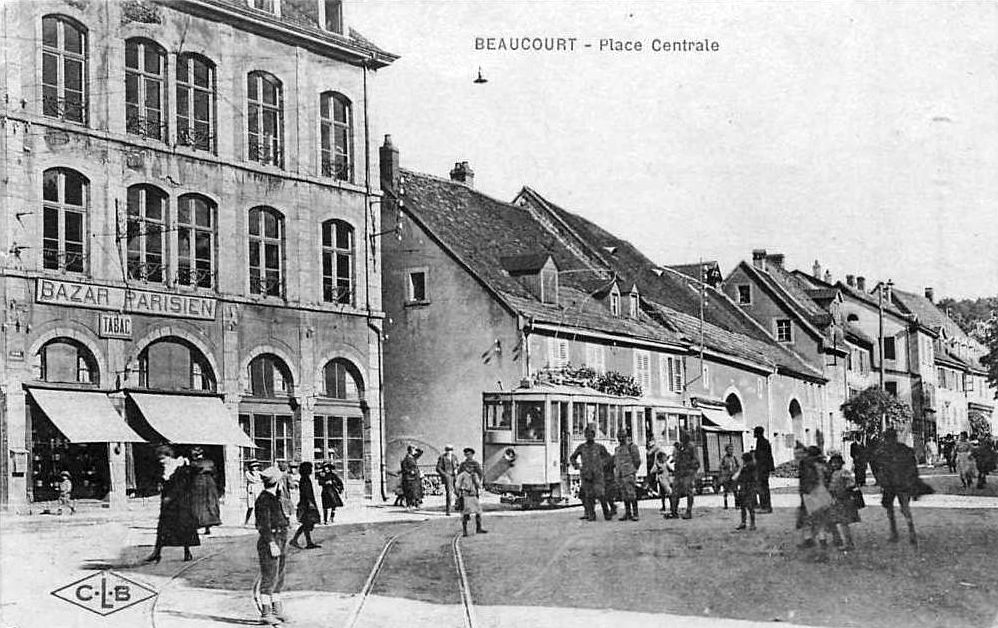
Straßenbahnzug aus Trieb-, Bei- und Gepäckwagen auf der Place Centrale

Der Straßenbahnbetrieb verfügte für den Personenverkehr zunächst über zwei zweiachsige Triebwagen (blau lackiert) mit 14 Sitz- und 6–8 Stehplätzen und einen Beiwagen mit 14 Sitz- und 3–4 Stehplätzen. Dazu kamen drei Gütertriebwagen (schwarz lackiert) mit einer maximalen Zuladung von 5 t und ein 5 t fassender Güterwagen. Sie wurden später durch einen weiteren Güterwagen und einen Post- und Gepäckwagen (genannt „Choucarde“) ergänzt. Für das Jahr 1928 sind ein weiterer Beiwagen, ein vierter Gütertriebwagen und insgesamt fünf Güterwagen bekannt. Die Höchstgeschwindigkeit der Fahrzeuge war innerorts auf 5 km/h und außerorts auf 20 km/h begrenzt.
Die bei der Société Alsacienne gebauten Triebwagen waren 3,30 m lang und 1,95 m breit. Sie besaßen zwei Elektromotoren à 35 PS und verfügten angesichts der topografischen Verhältnisse über drei unterschiedliche Bremssysteme: Widerstandsbremse, Magnetschienenbremse und Handbremse.
Das Personal bestand aus drei Triebfahrzeugführern, drei Schaffnern, vier Streckenarbeitern, einem Elektriker, einem Gehilfen im Unterwerk und dem Direktor.

## Niedergang und Ende
1920 tauchten in Beaucourt die ersten Omnibusse auf, dennoch hielt sich der Personenverkehr der Straßenbahn bis 1937. Am 3. Juni 1940 endete dort auch der Güterverkehr, nachdem ihn das Japy-Werk auf Lastkraftwagen umgestellt hatte.